# Hélène Pedneault
Pour les articles homonymes, voir Pedneault.
Hélène Pedneault est une écrivaine, journaliste, chroniqueuse et militante québécoise, née le 14 avril 1952 à Jonquière (Québec) et morte le 1er décembre 2008 à Montréal. Militante chevronnée, Hélène Pedneault s'est notamment illustrée par son engagement dans des causes à teneur sociale et politique dont les mouvements pour les droits des femmes, pour l'indépendance du Québec, pour la protection de l'environnement et pour la justice sociale.
En plus d'avoir écrit pour des publications féministes de premier plan telles que La Vie en rose, Hélène Pedneault a participé à la Marche des femmes et a collaboré à la coalition des Partenaires pour la souveraineté pendant la campagne référendaire de 1995. Elle a également présidé à la fondation de la Coalition Eau Secours et du Conseil de la souveraineté du Québec. En 2005, elle a apposé sa signature au Manifeste pour un Québec solidaire, un texte progressiste qui a par la suite mené à la création du parti politique Québec solidaire.

## Biographie

### Jeunesse et formation
Hélène Pedneault naît dans une famille modeste de Jonquière le 14 avril 1952. Sa mère, fille d'immigrants italiens, est femme au foyer. Son père est journalier dans une usine de papier de la Price Brothers. C'est ce dernier qui initie la jeune Hélène ainsi que ses sœurs Danielle et Raymonde et son frère Sylvain aux joies de la lecture, de la musique et de la radio.

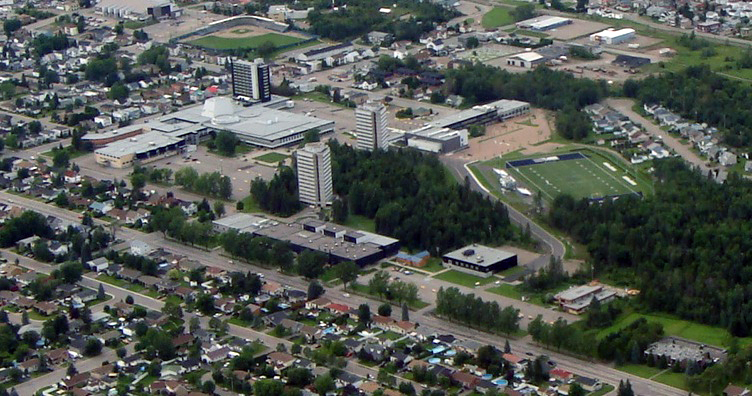
Hélène Pedneault a étudié les lettres au cégep de Jonquière.

Dès sa plus tendre enfance, Hélène Pedneault chérit le rêve de devenir écrivaine. Après avoir réussi des études secondaires couronnées de succès, elle choisit d'étudier en lettres au cégep de Jonquière. Elle profite de ses études collégiales pour explorer le milieu artistique des boîtes à chansons. Elle se fait alors régisseuse, metteuse en scène, éclairagiste et même interprète. Riche de ses expériences scolaires et extracurriculaires, Hélène Pedneault quitte le nid familial en 1970. Elle part alors s'installer à Montréal, où elle s'inscrit en animation culturelle et sociale à l'Université du Québec. Insatisfaite de ses cours, elle quitte ses études à mi-parcours pour se consacrer pour un temps au bénévolat et à la vente de livres avant de regagner sa région natale.

### Carrière littéraire, télévisuelle et théâtrale
De retour au Saguenay, Hélène Pedneault trouve du travail dans le milieu des communications. En 1973, elle commence à écrire pour le Progrès-Dimanche de Chicoutimi et devient chroniqueuse culturelle pour l'émission Multiplex de CBJ Radio-Canada Chicoutimi. Bientôt, elle multiplie les éditoriaux, commentaires et chroniques pour différentes émissions de la radio de Radio-Canada. Dès la fin des années 1970, elle participe ainsi au magazine La vie quotidienne, animé par Lizette Gervais et Andréanne Lafond. Dans les années 1980 à 2000, elle multiplie les apparitions et les collaborations aux émissions Christiane Charrette, Indicatif Présent et Pensée libre.

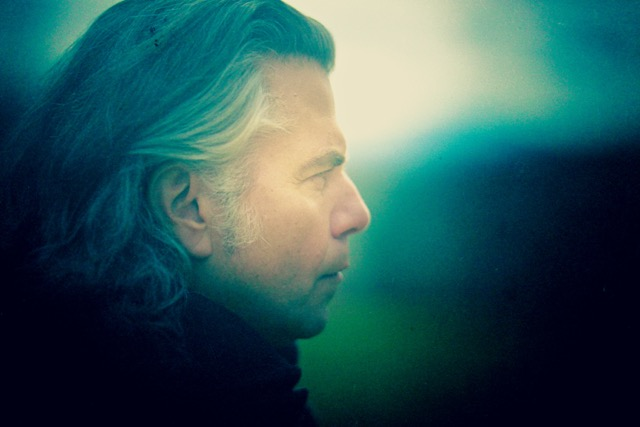
Richard Séguin est l'un des artistes pour lesquels Hélène Pedneault écrit des textes à partir des années 1970.

En plus de chroniquer à la radio publique, Hélène Pedneault écrit des textes pour des artistes populaires comme Richard et Marie-Claire Séguin, pour qui elle agit également à titre d'agente artistique. Elle signe en outre des pièces de théâtre telles que La Déposition, créée à l'Espace Go en 1988 puis traduite et jouée dans plusieurs langues. À la même époque, Hélène Pedneault publie quelques ouvrages, dont une populaire biographie de la comédienne et monologuiste Clémence DesRochers (1989).
Au milieu des années 1990, Hélène Pedneault teste ses talents de réalisatrice en créant les séries radiophoniques Signé Loranger (1995), Éloge de l'indignation (1996) et Robert Gravel, L'homme qui avait toujours soif (1997). À l'occasion, elle travaille également pour la télévision publique. En 1996, surtout, elle signe l'adaptation du téléroman Sous le signe du lion, une série à succès écrite par la scénariste et dramaturge Françoise Loranger dans les années 1960. Diffusée à la télévision de Radio-Canada, cette série remporte le prix du Meilleur téléroman au gala des Prix Gémeaux de l'année 1998.

## Militantisme
Tout au long de sa vie, Hélène Pedneault a prêté sa voix et sa plume à des causes à teneur sociale et politique. « Elle était une perpétuelle indignée », affirme son amie Francine Pelletier. « C'était une femme passionnée et indignée, une communicatrice de talent, qui se mettait au service des causes qui lui tenaient à cœur », renchérit la journaliste et animatrice Françoise Guénette, qui l'a bien connu dans les années 1980.
Hélène Pedneault a voué ses énergies à quatre grandes causes entre les années 1970 et 2000 : le féminisme, l'indépendance du Québec, l'environnement et la justice sociale.

### La militante féministe
Selon Françoise Guénette, Hélène Pedneault « a été aussi importante pour la cause des femmes au Québec que Pierre Bourgault a pu l'être pour la cause indépendantiste ». Cet engagement féministe a surtout pris la forme d'articles, de chroniques et d'entrevues. Il s'est souvent manifesté par des déclarations hautes en couleur.
Ainsi, dans la chronique qu'elle livre à l'émission La Vie quotidienne le 25 octobre 1979, Hélène Pedneault décrit la corde à linge comme un « objet de subversion ». Elle déplore son interdiction dans certaines municipalités pour des raisons esthétiques et défend l'économie d'argent et d'énergie que permet la corde à linge. « Soyons aussi fiers de nos cordes à linge qu'on l'est de notre barrage de la Baie-James! », s'exclame-t-elle.

Hélène Pedneault récidive le 8 mars 1987. En entrevue au magazine télé La Grande Visite, elle compare le féminisme à une supernova dont l'explosion initiale a déjà eu lieu, mais qui prendra peut-être encore plusieurs « années-lumière » avant de provoquer de véritables changements. Elle confie ensuite son incompréhension face aux femmes qui refusent l'étiquette de « féministes »: 
« J'ai beaucoup, beaucoup de mal à comprendre les femmes qui ne se réclament pas du féminisme, parce que le féminisme a été la plus grande révolution, je pense, du 20e siècle et d'une grande partie de l'histoire ».

#### LesChroniques délinquantes,1982-1987
Entre 1982 et 1987, Hélène Pedneault se fait connaître du grand public en signant des « Chroniques délinquantes » dans la populaire revue féministe La Vie en rose. Ces chroniques, qui posent un regard souvent caustique sur la société québécoise, obtiennent un tel succès qu'elles sont publiées sous forme de recueil en 1988.
En 1984, Hélène Pedneault réalise un rêve lorsqu'elle obtient un entretien avec l'essayiste française Simone de Beauvoir. Plus tard publié intégralement dans les pages de La Vie en rose, cet entretien aborde des thèmes aussi divers que l'impulsion créatrice, la violence sexuelle, la pornographie, l'avortement et la technologie.

#### Participation à la Marche des femmes (1995)

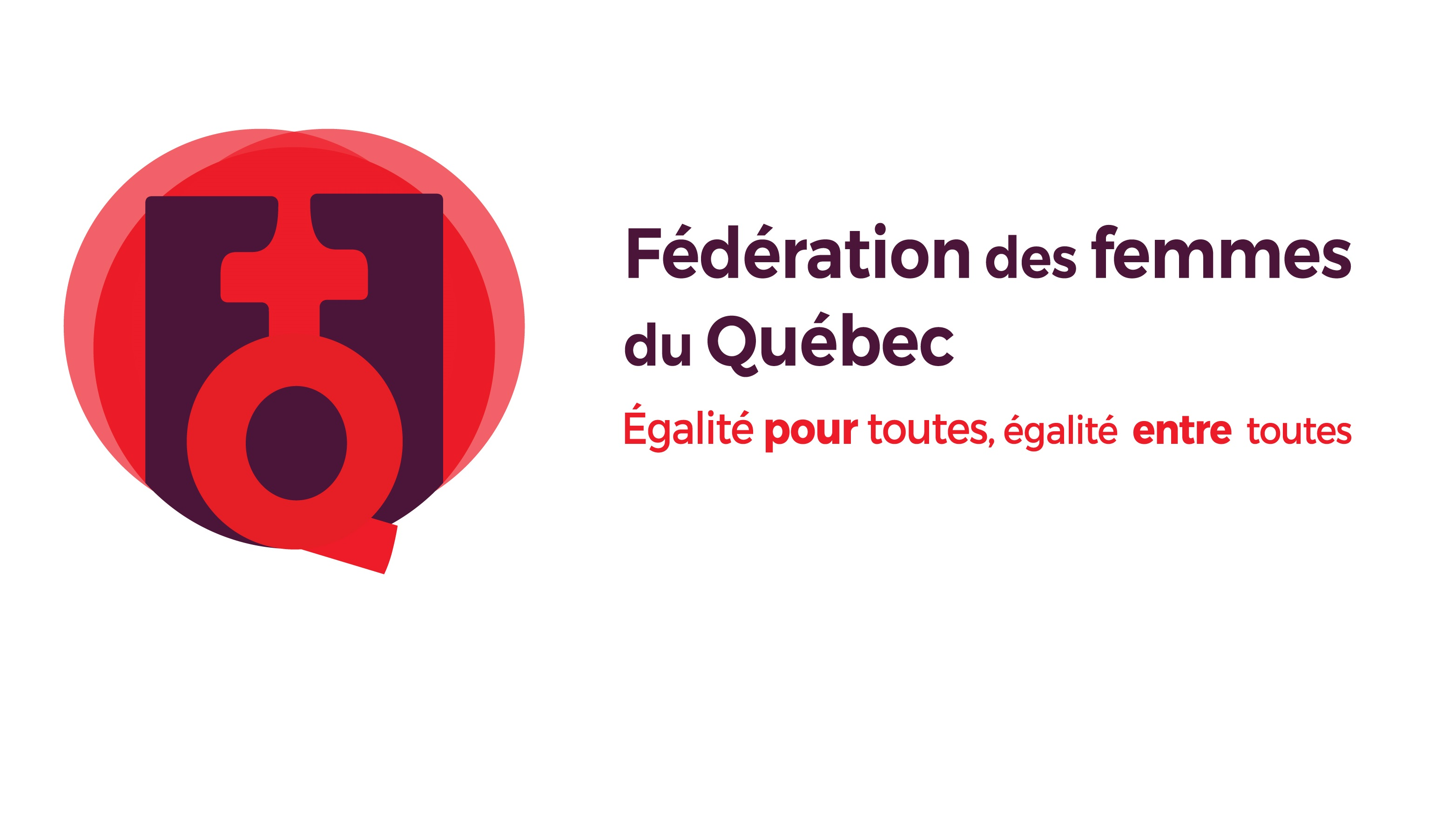
Logo de la Fédération des femmes du Québec.

Le 26 mai 1995, à l'initiative de la Fédération des femmes du Québec (FFQ), quelque 850 femmes séparées en trois contingents entreprennent la longue marche qui sépare Montréal de Québec. Ces femmes, réunies sous le slogan « Du pain et des roses », réclament l'amélioration de leurs conditions économiques. Pour l'occasion, la présidente de la FFQ, Françoise David, demande à Hélène Pedneault et à son amie et collègue Marie-Claire Séguin d'écrire une chanson qui pourra servir de thème à la Marche des femmes. A posteriori, Françoise David témoigne de l'immense succès de la chanson: « C'est fou ce qu'elle a été chantée cette chanson-là! La majorité - je dirais même l'immense majorité - des marcheuses l'adoraient et l'entonnaient cinq fois par jour pendant les dix jours de la marche ».
Cinq ans plus tard, dans le contexte de la Marche mondiale des femmes du 14 octobre 2000, Hélène Pedneault écrit un émouvant Manifeste des femmes de l'an 2000. Elle y affirme notamment que « [l]a marche mondiale des femmes est commencée depuis des millénaires [...]. [D]ès le commencement de l'oppression des femmes, dès le commencement des civilisations, des femmes sont montées aux barricades, au nom de toutes les femmes. Elles ont cassé les cages, elles ont ouvert les portes. » 

### La militante souverainiste
L'indépendance du Québec est le deuxième grand combat d'Hélène Pedneault. Selon elle, « c'est un projet de société qui contient tous les autres combats, y compris celui de la défense de l'égalité de fait pour les femmes, ainsi que celui de la protection de l'environnement et de l'eau ». « Lorsqu'on possédera tous nos leviers pour gouverner », ajoute-t-elle, « on pourra parler en notre nom, prendre des décisions qui nous protégeraient et aller faire des représentations en tant que pays ».
À l'instar de plusieurs de ses consœurs souverainistes, Hélène Pedneault voit d'ailleurs un lien direct entre l'émancipation des femmes et la souveraineté du Québec: « Je serais bien désolée si les Québécois ne saisissaient pas la chance qui leur est offerte de fonder un pays où les hommes et les femmes sont vraiment égaux. Le Québec peut donner à la planète l'exemple d'un nouveau pays construit sur un modèle neuf ».

#### Participation à la campagne référendaire de 1995
À l'invitation des Partenaires pour la souveraineté (PPS), une coalition d'organisations de la société civile formée au début de l'année 1995 pour promouvoir l'option souverainiste à l'extérieur des milieux partisans, Hélène Pedneault accepte de rédiger le mémoire Vivre à haute voix, au lieu de murmurer notre existence. Ce mémoire est déposé devant la Commission nationale sur l'avenir du Québec à la fin du mois de mars 1995. Anticipant une vaste campagne d'information et de mobilisation, ce document soulève certain intérêt dans les médias. Au nom des PPS, Hélène Pedneault n'hésite pas à affirmer ses couleurs féministe et progressiste. Elle écrit ainsi que l'indépendance du Québec « est aussi importante que l'indépendance que les femmes ont prise depuis vingt ans face aux images et aux réalités qui les enfermaient à double tour entre l'évier et la chambre à coucher ». Toute importante qu'elle soit, ajoute l'écrivaine, cette indépendance ne doit pas être comprise comme « la fin de nos maux », mais plutôt comme « l'incarnation de nos rêves ». Le Québec résolument progressiste et solidaire envisagé par les PPS sera un « pays de tolérance et de glace », un « État français et pluriethnique » qui pourra « faire partie de l'Amérique, avec [ses] particularités culturelles, [sa] langue et [sa] force économique ».
L'engagement d'Hélène Pedneault auprès des PPS continue tout au long de la campagne référendaire. Le 17 septembre 1995, elle conçoit et met en scène le spectacle SouveReines, qui se déroule au Club Soda de l'avenue du Parc à Montréal. L'événement clôt l'Opération porte-voix, une ambitieuse tournée panquébécoise au cours de laquelle une cinquantaine de femmes ont parcouru les quatre coins du Québec pour discuter et débattre des tenants et aboutissants de l'indépendance nationale. Le spectacle SouveReines, conçu comme un collage de textes et de chansons de femmes, met à l'honneur les talents d'artistes en vue telles que Marie-Claire Séguin, Renée Claude, Marie Savard et Marie-Michèle Desrosiers. La grande Pauline Julien, égérie des causes féministe et souverainiste, est également de la partie. Pour sa dernière véritable prestation publique, elle récite un texte de Gérald Godin. Quelque 400 personnes participent à l'événement.
Le spectacle SouveReines obtient un tel succès qu'il est repris un mois plus tard à la demande du Comité national du OUI. Il a alors lieu au Spectrum de Montréal.

#### La période post-référendaire
Hélène Pedneault continue à militer pour la défense des intérêts du Québec et pour la cause souverainiste après la défaite du OUI au référendum de 1995. Ainsi, en 2002, elle participe à la fondation du Conseil de la souveraineté du Québec (aujourd'hui les OUI Québec). L'année suivante, elle devient vice-présidente du conseil d'administration du Conseil.
Dans les années qui suivent, Hélène Pedneault prend ponctuellement la parole dans l'espace public pour défendre l'indépendance du Québec. En 2008, par exemple, elle enjoint ses compatriotes à voter pour le Bloc Québécois de façon à neutraliser le gouvernement conservateur de Stephen Harper. « Le Bloc est un mur porteur de l'indépendance et de l'intégrité du Québec », écrit-elle, « [l]'enlever mettrait en péril notre rêve, notre beau projet de rêve ». À la même occasion, Hélène Pedneault ravive l'idée de former une grande coalition souverainiste à l'image des Partenaires pour la souveraineté de 1994-1995.

### La militante environnementaliste
Hélène Pedneault milite pour la protection de l'environnement du Québec depuis les années 1970 et 1980. « C'est assez visionnaire de sa part, confie Francine Pelletier, « [a]utant on parle d'indépendance et de féminisme dans les années 70 et 80, autant l'environnement a de la difficulté à placer un mot. On ne prend pas ça très au sérieux encore, et Hélène [en parle] avant tout le monde ».
Le 25 février 1997, Hélène Pedneault coanime une soirée d'information-spectacle contre la privatisation des services d'eau de Montréal à laquelle participent des artistes, journalistes, syndicalistes, politiciens et scientifiques. De cette collaboration fortuite naît la Coalition Eau Secours, dont les membres fondateurs sont Hélène Pedneault, le syndicaliste André Bouthillier, le conseiller municipal André Lavallée et la sociologue Louise Vandelac. Cette association milite toujours pour la gestion responsable de l'eau.

### Le Manifeste pour un Québec solidaire
En 2005, en réaction à la parution du manifeste Pour un Québec lucide, Hélène Pedneault signe le Manifeste pour un Québec solidaire aux côtés de personnalités publiques telles que Michèle Asselin, de la Fédération des femmes du Québec, France Castel, comédienne et animatrice, Françoise David, du mouvement Option citoyenne, et Laure Waridel, écosociologue.
Résolument progressiste, le Manifeste pour un Québec solidaire dénonce les inégalités sociales, les dégradations environnementales et les conflits meurtriers attribuables à des décennies de politiques économiques néocapitalistes. Il plaide plutôt pour une meilleure répartition de la richesse, pour un renforcement des lois du travail et pour un engagement concret de l'État québécois en faveur du développement durable.
Les idées énoncées dans le Manifeste pour un Québec solidaire inspirent la création du parti Québec solidaire en 2006.

## Œuvres
- Chroniques délinquantes de la Vie en rose (VLB Éditeur, 1988; seconde édition parue en 2002 aux éditions Michel Brûlé).
- Notre Clémence, avec Marie-Claude Trépanier, 1989.
- La Douleur des volcans, 1992.
- Pour en finir avec l'excellence, 1992.
- Tout Clémence, 1993.
- Evidence to the contrary, 1993.
- Robert Gravel, L'Homme qui avait toujours soif, 1996.
- La Déposition, 1997.
- La Déposition, 1988 (théâtre).
- Les Carnets du lac (1993-1999), 2000.
- Mon enfance et autres tragédies politiques, 2004.

## Honneurs et hommages

### Prix et honneurs
L'œuvre littéraire et l'engagement social et politique d'Hélène Pedneault ont été récompensés à plusieurs reprises au cours de sa carrière: 
- Prix Edgar-Lespérance pour La Douleur des volcans (1992);
- Prix littéraire du Salon du livre du Saguenay-Lac-Saint-Jean pour Les Carnets du lac, 1993-1999 (2000);
- Prix Abitibi-Consolidated, catégorie « Intérêt général », pour Mon enfance et autres tragédies politiques (2004);
- Prix Patriote de l'année (à titre posthume), octroyé par la Société Saint-Jean-Baptiste de Montréal (2009).

### Mort et hommages posthumes
Le 1er décembre 2008, alors qu'elle n'est âgée que de 56 ans, Hélène Pedneault est emportée par un fulgurant cancer des ovaires. Quelques jours plus tard, une cérémonie d'adieu animée par Nicole Boudreau réunit quelques centaines de proches de la défunte à Montréal. Y prennent notamment la parole des membres de l'équipe de La Vie en rose ainsi que Françoise David, porte-parole de Québec solidaire, Gérald Larose, président du Conseil de la souveraineté, et Dany Laferrière, écrivain.
Dans les semaines qui suivent la mort d'Hélène Pedneault, les hommages fusent de toutes parts. Le Centre des auteurs dramatiques (CEAD) souligne par exemple sa grande indépendance d'esprit, sa créativité et son « importante contribution à la dramaturgie québécoise et à la société ». L'autrice et militante indépendantiste Andrée Ferretti mentionne pour sa part l'engagement social indéfectible d'Hélène Pedneault : « cette femme était tout entière dans son amour [...] elle guerroyait uniquement pour, jamais contre, même quand elle fustigeait les malveillants, leur bassesse et leur violence ». Pauline Marois, alors chef du Parti Québécois, constate que le départ d'Hélène Pedneault a créé « un grand vide » dans le paysage québécois. « Elle était de ces femmes de conviction profonde et de combat qui ont contribué à faire du Québec un meilleur endroit où vivre », ajoute-t-elle.
À l'occasion d'une cérémonie posthume, la Société Saint-Jean-Baptiste de Montréal (SSJBM) octroie le titre de Patriote de l'année à Hélène Pedneault en 2009. « Elle nous a quittés rapidement dans des circonstances qui ont fait qu'on trouvait qu'elle n'avait pas reçu la reconnaissance qu'elle méritait. C'est une façon de ramener Hélène Pedneault », explique alors le président de la SSJBM, Mario Beaulieu. Plusieurs personnalités issues des milieux culturel et politique assistent à l'événement. Le chanteur Raoul Duguay, qui prend la parole, soutient qu'« Hélène Pedneault était d'abord et avant tout une femme de parole ». La députée de Québec solidaire Françoise David, abonde dans le même sens: « Que ce soit le pays, l'égalité entre les hommes et les femmes ou la protection de l'eau, elle y allait jusqu'au bout et ne comprenait même pas qu'on ne veuille pas s'engager avec elle ».
Toujours en 2009, à l'occasion d'une rencontre vouée à la mémoire d'Hélène Pedneault, le collectif régional du Saguenay de la Fédération des femmes du Québec prend le nom de Collectif régional Hélène-Pedneault du Saguenay.
Le 9 mars 2010, la Fondation Léa-Roback, qui remet chaque année des bourses d'études à des femmes économiquement défavorisées mais socialement engagées, organise un spectacle en hommage à Hélène Pedneault au Lion d'or de Montréal. Intitulée Amours et autres soulèvements, la soirée est conçue par la metteuse en scène Alice Ronfard et par l'animatrice Ariane Émond. Les artistes Andrée Lachapelle, Emmanuel Bilodeau, Évelyne de la Chenelière, Louise Laprade, Mani Soleymanlou, Sophie Cadieux, Sophie Faucher, Sylvie de Morais et Yves Soutière livrent d'abord un collage d'extraits des Chroniques délinquantes, du Manifeste de la Marche mondiale des femmes de l'an 2000 et d'autres textes marquants d'Hélène Pedneault. Les chanteuses Marie-Claire Séguin, Sylvie Tremblay et Renée Claude se livrent par la suite à un tour de chant en l'honneur de leur amie disparue.
En 2013, la vie et l'engagement d'Hélène Pedneault sont soulignés de belle façon dans le livre Qui est Hélène Pedneault? Fragments d'une femme entière, publié aux éditions du Remue-ménage. Cet ouvrage collectif, dirigé par Sylvie Dupont, inclut les témoignages de 68 personnalités telles que Jean-Martin Aussant, Serge Bouchard et Clémence DesRochers.
En 2015, la Société Saint-Jean-Baptiste de Montréal lance le prix Hélène-Pedneault pour l'avancement des intérêts des femmes. Ce prix est décerné chaque année à une femme québécoise s'étant illustré par son engagement. Les récipiendaires de ce prix incluent Régine Laurent, Joséphine Bacon et Lorraine Guay.
En 2023, grâce aux efforts du conseiller municipal Jonathan Tremblay, la bibliothèque de Jonquière adopte le nom de Bibliothèque Hélène-Pedneault. Une salle du Centre des Congrès de Jonquière porte également le nom Hélène-Pedneault.

## Œuvres
- La Déposition (théâtre), 1988
- Chroniques délinquantes de la vie en rose, VLB éditeur, 1988 (seconde édition parue en 2002 chez les éditions Michel Brûlé[38])
- Notre Clémence, 1989
- Pour en finir avec l'excellence, 1989
- La douleur des volcans, 1992
- Tout Clémence, 1993
- Evidence to the contrary, 1993
- La déposition, 1997
- Les carnets du lac (1993-1999), 2000
- Les chroniques délinquantes de La vie en rose, 2002
- Mon enfance et autres tragédies politiques, 2004

## Revues et émissions de radio
- Et quoi encore
- Fragments
- Guide ressources
- La Vie en Rose
- Le Sabord
- La Vie quotidienne
- Les cahiers de la femme
- Possibles
- Présent dimanche
- VSD Bonjour
- Sous le signe du lion

## Honneurs
- 1992 - Prix Edgar-Lespérance, La douleur des volcans
- 2000 - Prix littéraire du Salon du livre du Saguenay-Lac-Saint-Jean
- 2004 - Prix Abitibi-Consolidated, catégorie intérêt général
- 2009 - Patriote de l'année (à titre posthume), par la Société Saint-Jean-Baptiste de Montréal

## Hommages
La bibliothèque de l'arrondissement Jonquière à Ville Saguenay porte le nom d'Hélène Pedneault depuis le 1er mars 2019.
La rue Hélène-Pedneault a été nommée en son honneur dans la ville de Québec en 2010.
En 2000, Anne Sylvestre écrit et compose Le Lac Saint-Sébastien, chanson inspirée du texte d'Hélène Pedneault Les carnets du lac et figurant dans l’album Partage des eaux.
Le Concours littéraire de Lanaudière nomma également un prix en son honneur.

### Archives
- Fonds Hélène Pedneault (MSS456) - Bibliothèque et Archives nationales du Québec (BAnQ)